# Botanophila pinguilamella
Botanophila pinguilamella är en tvåvingeart som beskrevs av Fan 1993. Botanophila pinguilamella ingår i släktet Botanophila och familjen blomsterflugor.
Artens utbredningsområde är Yunnan (Kina). Inga underarter finns listade i Catalogue of Life.